# Слютьес, Лоннеке
Лоннеке Слю́тьес (нидерл. Lonneke Slöetjes; 15 ноября 1990) — нидерландская волейболистка, диагональная. Призёр чемпионатов Европы, лучшая диагональная олимпийского турнира в Рио-де-Жанейро.

## Карьера
Первый профессиональный контракт Лоннеке Слютьес подписала в шестнадцатилетнем возрасте с голландской командой «Longa’59». В домашнем первенстве выступала до 2011 года, потом играла в первенствах Германии и Италии.
С 2015 года защищает цвета стамбульского Вакыфбанка. В его составе дважды становилась чемпионкой страны. В сезоне 2015/16 стала вице-чемпионкой Лиги Чемпионов, а год спустя выиграла этот турнир и вошла в символическую сборную в качестве лучшей диагональной турнира.
В сборной Нидерландов Лоннеке Слютьес дебютировала в 2008 году. На домашнем чемпионате Европы голландки завоевали серебряные медали, проиграв финал сборной России, а Слютьес получила приз лучшей диагональной турнира.
На Олимпиаде в Рио-де-Жанейро Слютьес набрала за весь турнир 157 очков (больше неё набрала только китаянка Чжу Тин) и стала лучшей диагональной турнира несмотря на то, что голландки проиграли матч на 3-е место и остались без олимпийских медалей, заняв четвёртое место.
На чемпионате Европы 2017 года голландки как и за два года до того завоевали серебряные медали, а Слютьес вновь вошла в символическую сборную по итогам турнира.